# いぎす豆腐
いぎす豆腐（いぎすどうふ）とは、愛媛県今治市を中心とした瀬戸内海地方に伝わる郷土料理。愛媛県の越智地方・今治地方で、夏の風物詩としてお盆や法事の際に食される。見た目は高野豆腐に似る。
紅藻の一種であるいぎす草（Ceramium kondoi Yendo）と生大豆の粉を出汁で煮溶かし、寒天のように固めた料理である。いぎす豆腐には具入りと具なしがある。具入りはエビや枝豆などを入れ、華やかな見た目になる。家庭によって具とする食材は様々である。具なしは醤油や辛子味噌をつけて食べる。
長崎県の島原半島の郷土料理であるいぎりすはいぎす豆腐に由来するとされる。